# شين ستيفانوتو
شان ستيفانوتو (بالإنجليزية: Shane Stefanutto)‏ (12 يناير 1980 بكيرنز في أستراليا - ) هو لاعب كرة قدم أسترالي في مركز الدفاع. شارك مع منتخب أستراليا لكرة القدم. أما مع النوادي، فقد لعب مع نادي بريزبان رور ونادي ليلستروم ونادي لين وNorthern Fury FC ‏ ونادي إيسترن سبورتس وبريزبان سترايكرز ‏.

## وصلات خارجية
- شين ستيفانوتو على موقع قاعدة بيانات كرة القدم.إي يو (الإنجليزية)
- شين ستيفانوتو على موقع ناشيونال فوتبول تيمز (الإنجليزية)
- شين ستيفانوتو على موقع Soccerway.com (الإنجليزية)
- شين ستيفانوتو على موقع عالم كرة القدم.نت (الإنجليزية)